# 桐城派
桐城派，中國清朝散文流派。創始人方苞，繼承者眾，流傳甚廣，劉大櫆為承先啟後者，姚鼐為集大成者，三人有「桐城三祖」之稱，後繼者有方東樹，其後桐城派中興者為曾國藩。
主張義理、考據、辭章三者並重，樹立了桐城派古文之風範。

## 得名
桐城派的主要作家方苞、劉大櫆、姚鼐都是安徽桐城人，桐城派因此得名。程晉芳、周永年便戲謂姚鼐說：「昔有方侍郎，今有劉先生，天下文章，其出於桐城乎？」（姚鼐《劉海峰先生八十壽序》）從此學者輾轉傳述，號曰「桐城派」。
清代及之前的桐城大體包括今日的桐城市、樅陽縣以及安慶市宜秀區的一些地區。1949年2月18日，共產黨政府劃桐城東南鄉以及廬江、無為兩縣的少量地區設制桐廬縣，後又更名爲樅陽縣。2015年，樅陽縣又從安慶市被劃歸到銅陵市。這導致了一些桐城派的名人在今日地域歸屬的問題上有些爭議。

## 背景
清初顧炎武、黃宗羲、王夫之講求經世致用，看不起明末反傳統、倡性靈的公安派、竟陵派等浪漫文學。方苞提倡「義法」說，主張作文為了宣傳義理（義，所指內容要言之有物。法，形式要言之有序），而義理主要指孔孟、程朱的道統。他的主張，正好和滿清政府尊崇理學和道統的國策配合。

## 發展
1. 創立時期：方苞導乎先路，其弟子有劉大櫆、姚鼐等。
2. 光大時期：姚鼐師事劉大櫆，晚年主講鍾山書院，蔚然一代文宗。弟子有梅曾亮、方東樹等，勢力遍江南諸省。
3. 興盛時期：曾國藩出，桐城派風靡一時。曾氏弟子張裕釗、吳汝綸、黎庶昌、薛福成等為其輔翼，俱有文名。
4. 衰落時期：民國肇建，西潮激盪，桐城之學寖衰。

## 主張
桐城派以“道统自任”，戴均衡《方望溪先生集外文补遗序》说：“平心论之，宇宙间无今汉学家，不过名物、象数、音韵、训诂未能剖析精微，而于诚、正、修、齐、治、平之道无损也；而确守程、朱如先生者，多一人则道看一方，遂以昌明于一代。”梁启超说：“桐城派又好述欧阳修‘因文见道’之言，以孔、孟、韩、欧、程、朱以来之道统自任，而与当时所谓汉学者互相轻。”

### 方苞
桐城派的基本理論，是從方苞開始建立的。他繼承唐、宋古文運動「文」「道」合一的主張，強調「義法」，「義」即「言有物」，指文章應有內容，「法」即「言有序」，指寫文章要講結構條理。方苞以六經、論語、孟子為文章最早的根源，其次為左傳、史記；其次為唐宋八大家，最後是明朝的歸有光。
方苞主張為文應追求雅潔，主張古文中不可入語錄中語、魏晉六朝人藻麗俳語、漢賦中板重字法、詩歌中雋語、南北史佻巧語。他反對文章裏雜有小說，又不同意柳宗元、蘇軾的引用佛家語。

### 劉大櫆
劉大櫆補充了方苞的理論，強調「神、氣、音節」，以為「義理、書卷、經濟者」，是「行文之實」，是「匠人（文人）之材料」，而「神、氣、音節者」，「匠人之能事」。他又提到「文貴奇」、「文貴高」、「文貴遠」、「文貴簡」、「文貴疏」、「文貴變」、「文貴參差」、「文貴去陳言」，深入闡發古文寫作技巧。

### 姚鼐
姚鼐是桐城派的集大成者，合「義理」、「考據」、「辭章」為一。他認為「神、理、氣、味者，文之精也；格、律、聲、色者，文之粗也」，並提出陰陽剛柔之說。
他的古文主張，在提倡「義理（內容合理）、考據（材料確切）、詞章（文詞精美），三者不可偏廢。」又在學習方法上，提出古文八要：「所以為文者八，曰：神、理、氣 、味、格、律、聲、色。神、理、氣、味者，文之精也；格、律、聲 、色者，文之粗也。然茍舍其粗，則精者亦胡以寓焉？」（《古文辭類纂序》）主张学习左传、史记，讲究义法，提倡义理，要求语言雅洁，反对俚俗。

### 曾國藩
曾國藩為矯桐城古文「懦緩」之失，故不禁駢體，主張讀《漢書》與《文選》，又推衍姚鼐陰陽剛柔之說，擴為「古文四象論」，四象者：太陽氣勢，少陽趣味，太陰識度，少陰情韻。

## 評價
桐城派總結歷代古文家的經驗和方法，對於提高寫作古文的能力有一定作用，寫作態度嚴肅。文章大多結構嚴謹，語言洗煉，措詞得體，立意明確。其缺點為過於求雅，避忌過多，使文學語言反而失去活力，而且過於著重儒學道統，排斥其他文學。
梁启超《清代学术概论》说：“平心而论，‘桐城’开派诸人，本狷洁自好，当‘汉学’全盛时而奋然与抗，亦可谓有勇，不能以其末流之堕落归罪于作始。然此派者，以文而论，因袭矫揉，无所取材，以学而论，则奖空疏，阏创获，无益于社会；且其在清代学界，始终未尝占重要位置，今后亦断不复能自存，置之不论焉可耳。”
支伟成《清代朴学大师列传》《凡例》有曰：“桐城派古文家多倡‘因文见道’之言，囿于宋儒义理，未通汉学家法，与朴学异趣，故不采录。”

## 桐城派衍生、相同派系
1. 侯官派-林紓
2. 湘鄉派-曾國藩
3. 陽湖派-惲敬、張惠言